# 納凱比托 (新墨西哥州)
納凱比托（英語：Nakaibito）是位於美國新墨西哥州麥金萊縣的普查規定居民點。

## 人口
根據2020年美國人口普查的數據，納凱比托的面積為18.12平方千米，皆為陸地。當地共有人口355人，而人口密度為每平方千米19.59人。